# Mazindolo
Il mazindolo è un farmaco che è dotato di un profilo di attività farmacologica simile a quello delle amfetamine. Il mazindolo differisce da queste ultime sia strutturalmente che per una minore attività di stimolazione del sistema nervoso centrale (SNC).

## Meccanismo di azione
Il suo meccanismo d'azione non è completamente chiarito. Secondo alcuni autori l'effetto predominante sarebbe quello della soppressione dell'appetito. Sarebbero comunque coinvolti anche altri effetti metabolici ed azioni a carico del SNC.

Secondo alcuni studi effettuati su animali di laboratorio il mazindolo esplicherebbe la propria attività soprattutto a livello del sistema limbico andando ad inibire il meccanismo di uptake neuronale della noradrenalina. Verosimile, ma in ogni caso assai meno intensa, l'azione di inibizione della ricaptazione di 5-HT e dopamina.

## Farmacocinetica
Dopo somministrazione orale il mazindolo viene rapidamente assorbito dal tratto gastrointestinale. L'azione del farmaco compare già a partire da 30 a 60 minuti dopo la somministrazione orale e permane per 8-15 ore. Il picco plasmatico viene raggiunto dopo circa due ore dalla assunzione. La emivita del mazindolo è di 12-24 ore. L'eliminazione avviene principalmente attraverso le urine, sia come farmaco immodificato che come metaboliti coniugati.

## Usi clinici
Il mazindolo grazie alla sua proprietà di ridurre in modo incisivo l'appetito, è usato come anoressizante nel trattamento a breve termine della obesità.
Il farmaco deve sempre essere associato ad un adeguato regime di restrizione dietetica e calorica.

Esistono studi sperimentali in cui il mazindolo viene utilizzato nel trattamento della distrofia muscolare di Duchenne.

Il farmaco è stato utilizzato anche per il trattamento dell'abuso di cocaina ed ha inoltre dato buoni risultati nella narcolessia.

## Dosi terapeutiche
Il mazindolo viene somministrato per via orale in genere al dosaggio di 2 mg una volta al giorno o di 1 mg tre volte al giorno, un'ora prima dei pasti.

## Effetti collaterali ed avversi
Il mazindolo può causare disturbi a carico del sistema nervoso centrale (SNC) ed in particolare nervosismo, agitazione psicomotoria, sovraeccitazione, insonnia, vertigini, disforia, tremore, brividi, cefalea, depressione mentale, sedazione, stato di debolezza). Frequenti anche gli effetti collaterali a carico dell'apparato gastrointestinale e tra questi in particolare si segnala la xerostomia, la nausea, la stipsi, la diarrea, disgeusia ed ageusia. L'assunzione di mazindolo a stomaco pieno può ridurre la incidenza degli effetti collaterali gastrointestinali.

A livello cardiovascolare gli effetti collaterali più comuni sono rappresentati dalle palpitazioni e dalla tachicardia).

Sono stati anche segnalati rash cutanei, sudorazione profusa, dolore testicolare, impotenza e raramente alterazione della libido.

Il mazindolo può produrre tolleranza e dipendenza psichica.

## Controindicazioni
Il mazindolo è controindicato in caso di ipersensibilità o idiosincrasia. È inoltre controindicato nei soggetti affetti da glaucoma, ipertensione arteriosa grave, aritmie. Ulteriori controindicazioni sono rappresentate dallo stato di gravidanza ed in caso di età inferiore ai 12 anni.

Il farmaco non deve essere somministrato durante il trattamento con gli inibitori delle mono amino ossidasi (IMAO) o prima che siano trascorsi almeno 14 giorni dall'interruzione di tale trattamento.

Il mazindolo deve essere somministrato con cautela nei pazienti che in passato abbiano già abusato di farmaci.

Il farmaco può alterare il grado di attenzione e la prontezza di riflessi, pertanto i pazienti debbono esserne avvertiti e sconsigliati dalla guida di automobili o dall'uso di macchinari che richiedano particolare attenzione.

## Sovradosaggio
Il sovradosaggio da mazindolo richiede la messa in atto di un protocollo di trattamento sovrapponibile a quello della intossicazione acuta da amfetamina solfato.

## Interazioni
Il mazindolo, come altre sostanze di tipo amfetamina-simile, può determinare una diminuzione dell'effetto ipotensivo della guanetidina. Nei pazienti affetti da diabete mellito l'assunzione di mazindolo può richiedere un aggiustamento del dosaggio dell'insulina.

Il farmaco può anche comportare un potenziamento dell'effetto pressorio delle catecolamine esogene.

È stato descritto un caso di tossicità da sali di litio indotta da mazindolo.